# 2782 Леонідас
2782 Леонідас (2782 Leonidas) — астероїд головного поясу, відкритий 24 вересня 1960 року.
Тіссеранів параметр щодо Юпітера — 3,338.